# Równina Warmińska
Równina Warmińska (313.56) – mezoregion fizycznogeograficzny w północnej Polsce, we wschodniej części Pobrzeża Gdańskiego, zaliczany do mezoregionu typu obniżeń, kotlin, większych dolin i równin akumulacji wodnej przeważnie z wydmami w regionie nizin i obniżeń, przechodzący od wschodu we Wzniesienia Górowskie i Równinę Ornecką, od północy i północnego zachodu w Wybrzeże Staropruskie, od południa w Pojezierze Iławskie, od zachodu w Żuławy Wiślane i Wysoczyznę Elbląską.

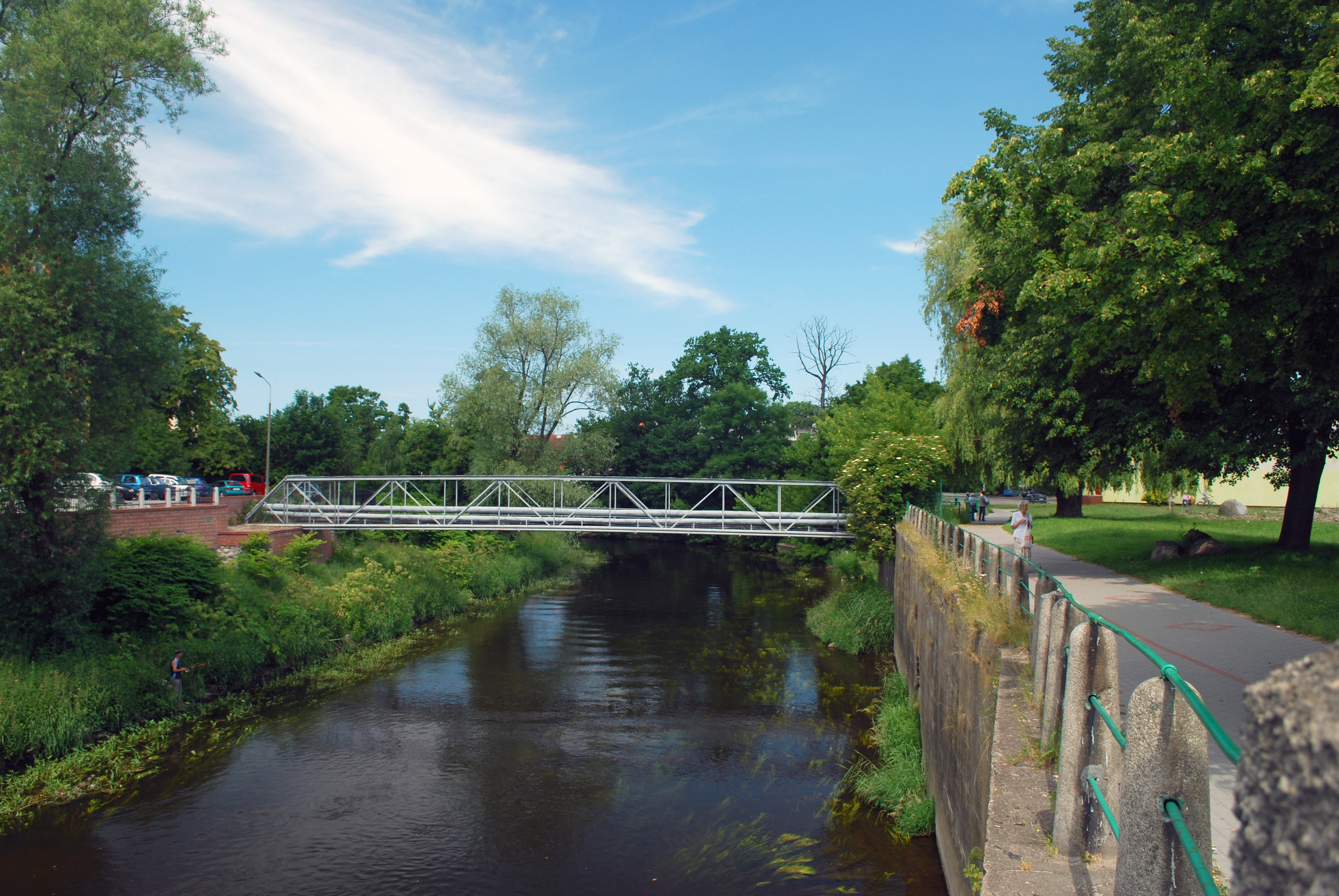
Pasłęka w Braniewie

Obejmuje obszar około 640 km² równiny w dolinach Baudy i Pasłęki. Wysokości względne maleją z południa na północ –
od 70 do 20 m n.p.m., jednocześnie pochylając się w części północnej ku północnemu zachodowi, w kierunku Zalewu Wiślanego.
Na obszarze równiny położone jest miasto Braniewo.